# Galartza (Vizcaya)
Galartza es una entidad de población española del municipio de Echevarría, perteneciente a la provincia de Vizcaya, en la comunidad autónoma del País Vasco. En 2022, la entidad singular de población tenía empadronados 127 habitantes.